# Cybister yulensis
Cybister yulensis är en skalbaggsart som beskrevs av Guignot 1956. Cybister yulensis ingår i släktet Cybister och familjen dykare. Inga underarter finns listade i Catalogue of Life.